# Voljice
Voljice je naseljeno mjesto u općini Uskoplje, Federacija Bosne i Hercegovine, BiH.
Kroz selo protiče rijeka Voljišnica.

## Povijest
U srednjem vijeku Voljice je bilo gusto napučeno. Iz tog perioda postoji 29 stećaka na 3 lokaliteta - Gaj, Luka i Zgoni. Biskup Mato Delivić 1737. godine spominje ruševine nekog objekta (samostan) kojeg povezuje s benediktincima, pored tog objekta spominje ruševine još jednog samostana. Iz perioda osmanske vlasiti u Voljicu postoji kula begova Ljubunčića.

## Stanovništvo

### 1991.
Nacionalni sastav stanovništva 1991. godine, bio je sljedeći:
ukupno: 333
- Muslimani - 205
- Hrvati - 123
- Jugoslaveni - 4
- ostali, neopredijeljeni i nepoznato - 1

### 2013.
Nacionalni sastav stanovništva 2013. godine, bio je sljedeći:
ukupno: 174
- Bošnjaci - 174

## Poznati Voljičani
- Stjepan Džalto, bosanskohercegovački pisac
- Nihad Alibegović, pjevač narodne glazbe
- Zdravko Čurić, pjevač